# Bad Großpertholz
Bad Großpertholz est une petite commune montagneuse de Basse-Autriche qui comptait 1 381 habitants au 1er janvier 2010. Elle se trouve dans le district de Gmünd à la frontière de la Tchéquie, dans la région du Waldviertel.

## Personnalités
- Siegfried L. Kratochwil (1916-2005), peintre et poète.
- Friedrich Weissensteiner (1927-), historien.